# 红溪惨案
红溪惨案又称巴城大屠杀（荷蘭語：Chinezenmoord，直译“中国人的谋杀”，意为“中国城骚乱”），是指1740年10月，荷属东印度当局在爪哇的巴达维亚（今雅加达）大规模屠杀华人的事件。因肇事地点之一为城西一条名为红溪的河，故以此命名。

## 背景
1619年，荷兰殖民者燕·彼得逊·昆占领雅加达，并将其更名为巴达维亚。当时的巴达维亚人口稀少，缺乏粮食供应，同时四周也面临当地穆斯林王国的敌视和威胁。为了增加劳动力，发展经济，巩固据点，在荷兰本国人不愿意移民，当地土著又很少的情况下，荷兰殖民当局开始从南洋各地诱迁华人来巴城定居。同时还颁布优厚政策诱使中国商船来前来贸易。到1682年，巴达维亚的华人已达3101人。1690至1730年间是巴达维亚最繁荣的时期，荷兰人把甘蔗种植引进爪哇，甘蔗种植业的迅猛发展导致了更多中国人的涌入。
随着华人的大量涌入，憑藉其能力逐漸建立了社團，有凌駕在荷蘭人之上的趨勢，殖民当局认为威胁到了其殖民统治。从1690年起殖民当局先后颁布了限制和禁止中国人移民巴达维亚，但收效甚微。1727年，殖民当局规定，凡是10年至12年内居留在巴达维亚的华人，未申领当局颁发的居留准许证者，一概配遣出境。1736年进一步规定凡是1729年入境的华人，只有被认为有用的人才允许领取居留准许证，其他一概遣返。这些被驅逐的“无用”华人，很多人沒有回到故土，倒是被發配到锡兰、好望角等其他荷兰殖民地充当苦力。

## 经过

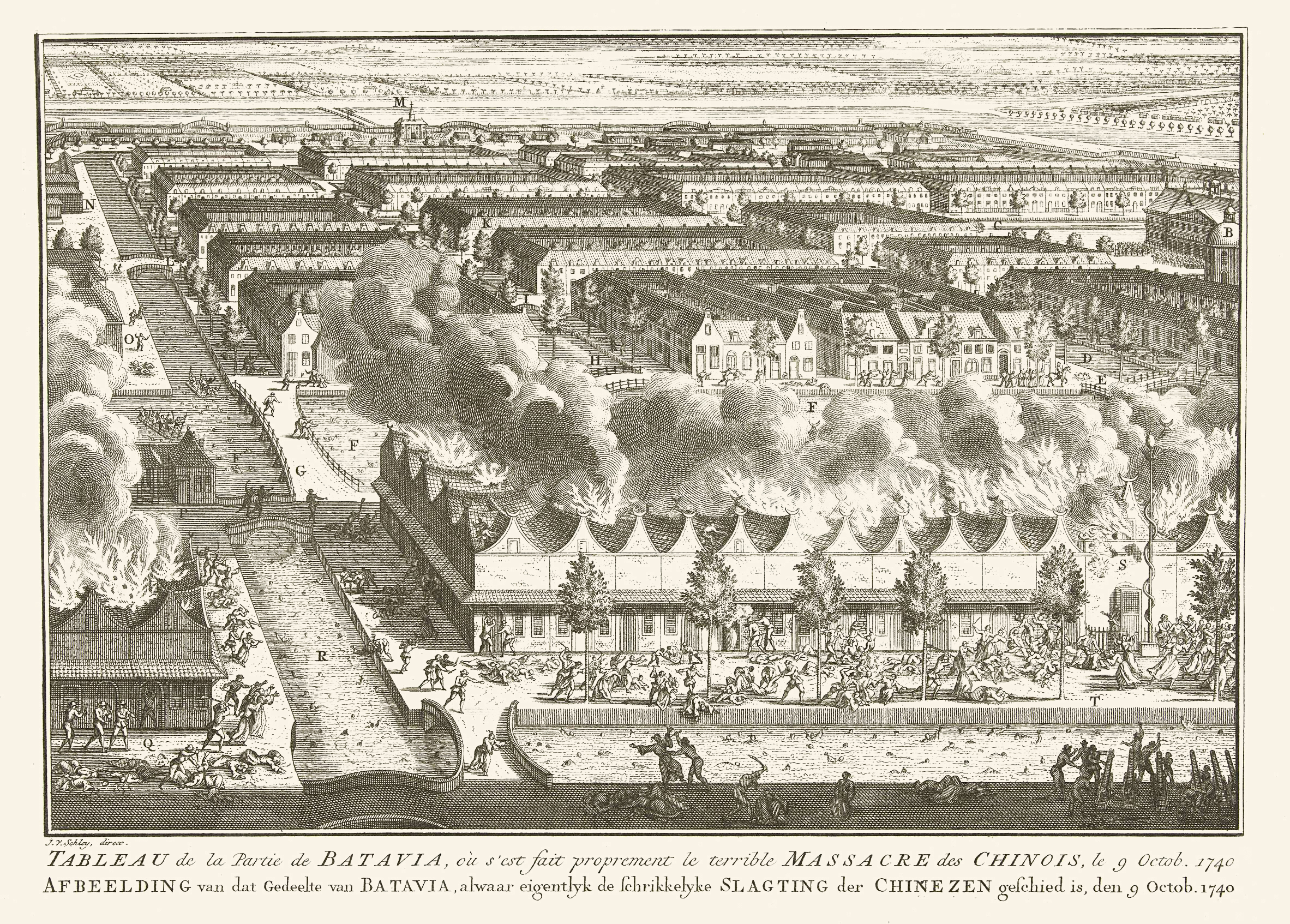
10月9日華人房屋被焚毀

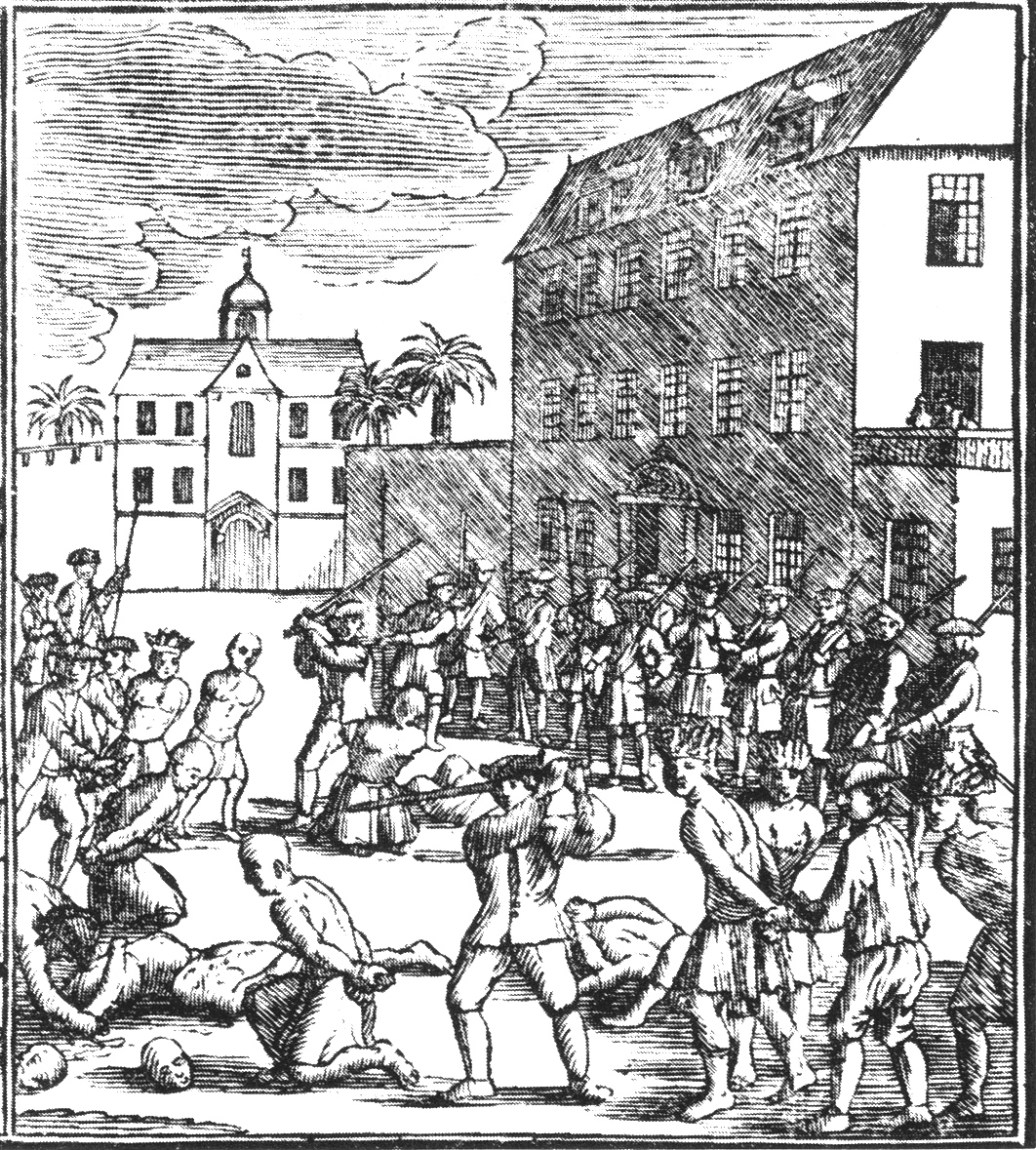
10月10日處決華人囚犯

1740年，随着制糖业的衰退，失业华人增多，盗贼四起。由于警察抓获的罪犯大多是穿黑衣黑裤的華人，殖民当局下令，凡是看到穿黑衣黑裤的人，一律捉拿。大批华人受到无辜的牵连，华人与荷兰殖民者之间的不滿进一步加剧。殖民当局强迫被捕的华人到锡兰做苦力，在华人中逐渐有传言这些流放者会在途中被抛入大海。
一部分华人不愿坐以待毙，逃至城外，公推黄班为首领，准备自卫。期间，一名叫林楚的华侨向殖民当局告密，使得当局有所准备。10月9日，殖民当局以华人准备攻城为借口，命令城内华人交出一切利器，同时挨户搜捕华侨，不论男女老幼，捉到便杀，对城内华人进行血腥洗劫。从9日至12日，城内华人被杀近万人，即使关在监狱和卧病在医院的也不能幸免，侥幸逃出者仅150人。而城外华人不知消息已泄露，依旧按原计划攻城。从9日至11日激战三天，伤亡千余人，终因孤军奋战，攻城失败，被迫转战中爪哇。荷蘭法院將事件歸罪於華人領袖連富光（Ni Hoe Kong），1746年將他放逐到安汶島，他於同年底去世。
隔年，華人發動起義，在1741-1743年的爪哇戰爭中屠殺荷蘭人，報復荷蘭人。爪哇穆斯林與華人並肩對抗荷蘭人，幾乎推翻了荷蘭人的統治，但馬都拉穆斯林卻與荷蘭人並肩作戰，幫助鎮壓了這場起義。

## 清朝政府的反应
“红溪惨案”发生后，荷兰及殖民当局担心清朝政府会采取报复行动，影响对华通商，使经济利益受到损失。1741年殖民当局派专使携带“说帖”前往中国，但是这份“说帖”并没能传呈到北京朝廷。同时福建总督策楞、提督王郡将此事上奏朝廷。后来经过反复商议，清朝政府決定將此事认为：被杀华侨是“自弃王化”、“係彼地土生，实与番民无异”、是“彼地之汉种，自外圣化”，因此华人遭屠杀，“事属可伤，实则孽由自作”，“圣朝”无须加以责备，但恐怕之後通商的外貿商人被殘害，先禁止彼此之间的通商贸易。:163-165

## 荷蘭政府的反应
因為此事件，東印度總督华尔庚尼尔1741年被撤職，1744年被判死刑，所有財產沒收，但仍可上訴。1751年入獄九年直至死亡。

## 參看
- 黑色五月暴动
- 九三〇事件